# Georg Ernst von Gersdorff
Georg Ernst von Gersdorff (* 6. September 1640; † 10. Januar 1713) gehörte der Leibgarde des Prinzen von Oranien an, war Lieutenant im Dänisch-Schwedischen Krieg, Befehlshaber einer englischen Infanterie-Kompanie in der Schlacht in der Bucht von Bergen und Kriegskommissar der Stände des Fürstentums Görlitz. Georg Ernst war verantwortlich für den Wiederaufbau der im Jahr 1670 abgebrannten Reichenbacher Johanneskirche.

## Leben
Georg Ernst war der Sohn des Caspar von Gersdorff und Anna Maria, gleichfalls eine geborene von Gersdorff. Caspar wurde 24 Wochen vor Georg Ernsts Geburt erstochen, Anna Maria starb, als er elf Jahre war.
Durch seinen Vetter von Gedden, Oberberghauptmann des Königreichs Norwegen, gelangte Georg Ernst „an den damaligen dänischen Residenten Herr von Gulden“, der ihn wiederum in die Leibgarde des Prinzen von Oranien vermittelte. Im Jahr 1657 wurde er Leutnant im Dänisch-Schwedischen Krieg. Im Jahr 1600 erlitt er eine Schussverletzung, weswegen er in seine Heimat zurückkehrte.
Am 25. Mai 1659 wurde ihm in der brüderlichen Güterteilung Mittel-Horka zugewiesen. Die Lehnsakten zu Mittel-Horka belegen aber, dass ihm seinerzeit „häußliche Wirdtschafft anzutretten nicht beliebet, sondern sein Gelücke in der Weldt zu suchen vorhabend ist“. Jacobi (25. Juli) 1661 verkaufte er also seinen Anteil von Mittel-Horka an seinen Bruder Carl Christoph für 8500 Taler, bevor er im Jahr 1662 nach England und Frankreich reiste, und Ende 1664 nach Kopenhagen. Dort wurde er dem König vorgestellt, der ihm eine englische Kompanie zuteilte, die er im Jahr 1665 beim Bombardement der Vereinigten Niederlande auf die englische Festung zu verteidigen hatte.
Im Jahr 1670 erhielt er Urlaub, in dem er sich in seiner Heimat am 10. Juli mit Sophie Tugendreich von Sander verlobte. Sie war eine Tochter Gottfrieds von Sander auf Reichenbach und Anna Sabinas, geborener von Kyaw. Durch seine Heirat erlangte Georg Ernst Reichenbach, Oberdorf und Oehlisch. Nach „viel Mühe“ wurde ihm der Abschied aus dem Militär bewilligt. Aus seiner Ehe stammten: Gottfried, Georg Ernst, Anna Sabina, Ernestine Tugendreich. Auch seine Kinder traten in teils hochrangige militärische Dienste, bzw. verheirateten sich mit solchen Bediensteten.
Im Jahr 1683 wurde ihm das Kriegskommissariat der Stände des Fürstentums Görlitz aufgetragen, das er bis 1693 innehatte. Er schloss mehrere Verträge und erließ Verordnungen. Im Jahr 1706, unter seiner Amtszeit, wurde die General-Accise eingeführt. Sein wichtigstes Werk war der Wiederaufbau der im Jahr 1670 abgebrannten Johanneskirche.
Am 10. Februar 1712 erwirkte er ein freies Bierschankrecht für die Schützengilde, verliehen vom Landeshauptmann Adolf von Ponikau und Oberamtshauptmann Fabian von Ponikau und am 23. Mai 1712 überließ er Reichenbach die „Königswiese“ zum ewigen Scheibenschießen in der Schützengilde.
Sein Epitaph befindet sich einschließlich eines sehr gut erhaltenen Porträts an der Nordwand der Johanneskirche in Reichenbach.